# Apelul la probabilitate
Apelul la probabilitate este o eroare logică adesea folosită împreună cu alte erori logice. Se comite atunci când se consideră că doar pentru faptul că ceva poate să se întâmple, cu siguranță acel lucru se va și întâmpla. Acest raționament este ilogic indiferent de probabilitatea evenimentului în discuție. Eroarea logică este adesea folosită în a exploata paranoia persoanelor.

## Logica
Forma argumentului este următoarea:
Posibil P.
Prin urmare, P.
În mod echivalent folosind logica modală și notații logice se poate scrie:
{\displaystyle \Diamond P} → {\displaystyle \Box P}

## Explicație
În timp ce unii nu consideră o adevărată eroare logică (deoarece este rareori folosită de sine stătătoare), apelul la probabilitate este foarte la modă în multe argumente, suficient pentru ca mulți să o considere ca o eroare logică de sine stătătoare.
Ideea logică din spatele acestei erori este aceea că dacă probabilitatea lui P de a se produce se apropie de 1, este cel mai bine să se considere că P se va produce, din moment ce aproape sigur se va produce. Eroare logică aplică incorect un principiu comun din probabilități: dat fiind un interval de timp suficient de larg, un eveniment X de probabilitate diferită de zero P(X) se va produce cel puțin o dată, indiferent de magnitudinea lui P(X). Aceasta este derivată din definițiile probabilității.

## Exemple
- Un exemplu celebru este pasajul cu drobul de sare din povestea "Prostia omenească" de Ion Creangă [1].

— Mamă, mamă! Copilul meu are să moară!
— Când și cum?
— Iată cum. Vezi drobul cel de sare pe horn?
— Îl văd. Și?
— De s-a sui mâța, are să-l trântească drept în capul copilului și să mi-l omoare!
- Sunt mulți hackeri care folosesc internetul. Dacă vei folosi internetul fără un soft de protecție, va fi inevitabil ca mai devreme sau mai târziu hackerii să-ți intre pe computer.

- Când fotbalul va deveni popular în orașul nostru, huliganismul va deveni o problemă majoră.